# Rätten att bli bortglömd
Rätten att bli bortglömd, även benämnd som rätten till radering, innebär att en person har rätt att slippa att dennes personuppgifter, såsom namn, syns i sökresultat på Internet om sökresultaten är otillräckliga, irrelevanta eller inte anpassade för det de ska brukas för. Principen etablerades som rättspraxis inom Europeiska unionen genom en dom av Europeiska unionens domstol den 13 maj 2014 i ett mål där spanjoren Mario Costeja González hade krävt att Google skulle ta bort två tidningsartiklar om honom. Domen grundade sig på artikel 7 och 8 i stadgan om de grundläggande rättigheterna, som fastställer att respekt för privatlivet och skydd av personuppgifter är grundläggande rättigheter. Redan 2006 hade ett liknande begrepp dock aktualiserats i EU och Argentina. Genom dataskyddsförordningen (GDPR) kodifierades principen i unionsrätten.
Konceptet har sin bakgrund i enskildas önskemål om att leva sitt liv utan att behöva bli styrda eller starkt påverkade av händelser i deras förflutna. De domar i ämnet som hittills avkunnats har varit vagt formulerade, vilket gör att utsträckningen för någons rätt att bli glömd är svår att bedöma. Dessutom anses ibland rätten att bli glömd stå i konflikt med önskemålen om ett Internet fritt från censur och historierevisionism. De som lyfter fram behovet av rätten att bli glömd nämner problem som hämndporr, liksom mindre förseelser i det fjärran förgångna som för lång tid framöver riskerar att prägla den allmänna bilden av en viss person.
Sökmotorer är skyldiga att ta bort information som "inte är adekvat, inte längre är relevant eller som är överflödig" från sina sökresultat. Undantag är sånt som bedöms nödvändigt för att "utöva rätten till yttrande- och informationsfrihet, eller för att uppfylla en rättslig förpliktelse, utföra en uppgift av allmänt intresse eller som ett led i myndighetsutövning eller för att fastställa, göra gällande eller försvara rättsliga anspråk". Enligt rättspraxis fastställd av EU-domstolen den 8 december 2022 har en sökmotorleverantör skyldighet att radera personuppgifter som är uppenbart oriktiga.
Det första året efter att lagen togs i bruk kom 95 procent av alla ansökningar från enskilda privatpersoner. Hälften av ansökningarna godkändes och materialet togs därefter bort. Ansökningar som kom från dömda brottslingar, politiker eller offentliga personer avslogs i högre utsträckning; för dem var andelen godkända ansökningar mellan 18 och 23 procent.